# 甘木鉄道AR300形気動車
甘木鉄道AR300形気動車（あまぎてつどうAR300がたきどうしゃ）は、甘木鉄道の気動車である。

## 概要
老朽化した1986年（昭和61年）製造のAR100形を置き換えるために、2001年（平成13年）から2006年（平成18年）にかけてAR301 - AR307の7両が製造された。
富士重工業の第三セクター鉄道向け標準設計車両LE-DCで、車体長さはAR200形と同一であるが、AR200形では窓や扉にバス用部品を使用していたのに対して、本形式ではバス部品を排し、側面窓が上段固定下段上昇窓に、扉は引き扉に改められたほか、車体側面上部に行先表示器を設置している。また本形式では従来の前面非貫通形をやめて標準的な前面貫通形とした。車内はAR200形に準じたセミクロスシート（定員124名）となっている。AR301 - AR303は富士重工業で製造されたが、2002年（平成14年）に同社が鉄道車両製造から撤退したため、2004年（平成16年）製造のAR304以降は富士重工業の同事業を継承した新潟トランシスで製造された。
AR303は富士重工業（現・SUBARU）鉄道事業部門における最終製造車である（2003年5月17日宇都宮工場から出荷）。
エンジンは直列6気筒横型で直噴式のUDトラックス（旧:日産ディーゼル）PF6HT03（295PS/2100rpm）を装備している。AR200形に比べてエンジン出力が向上し、冷房装置は再びエンジン直結式となった。台車はボルスタレス式を採用した。
車体塗装は基本的にAR100形・AR200形と同一だが、前面に貫通扉を設けたため、マスコット「レビット君」のイラストが側面に移った。なお、AR301以外の6両は、2010年（平成22年）から2015年（平成27年）にかけて、それぞれ異なるオリジナル塗装に塗り替えられた。2023年（令和5年）より、AR307の塗装が同社社員のデザインしたものに変更された。
車両塗装の意匠は次の通り
- AR301　開業当初からのデザイン
- AR302　水源地と柿をイメージ
- AR303　旧国鉄キハ20形をイメージ
- AR304　甘鉄沿線の山や農地の緑をイメージ
- AR305　旧国鉄急行型車両をイメージ
- AR306　公募による高校生のデザイン
- AR307　社員のデザイン

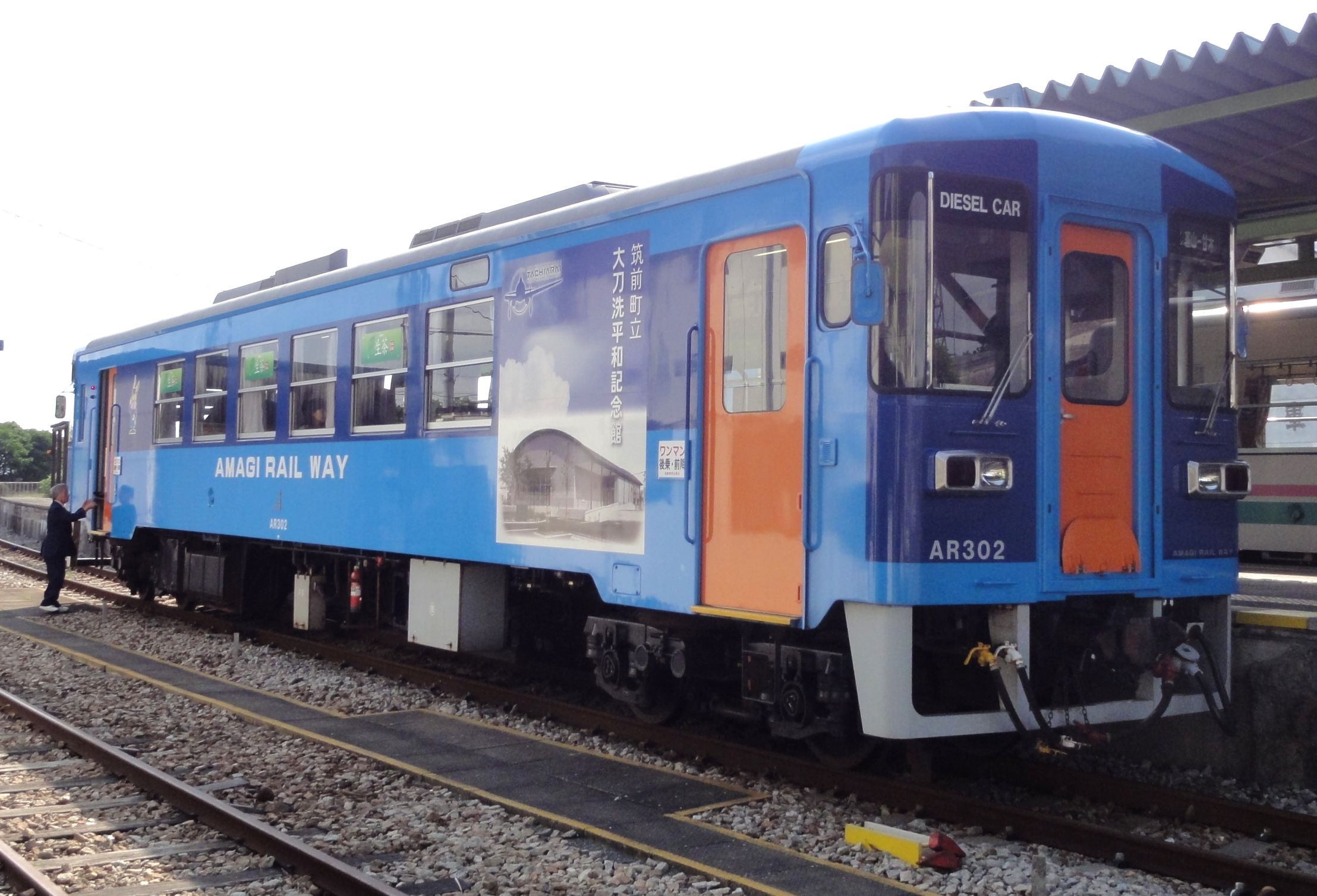
AR302 2010年7月に水色地に窓周りが濃い青色、乗降扉と貫通扉がオレンジ色の塗装に塗り替えられた
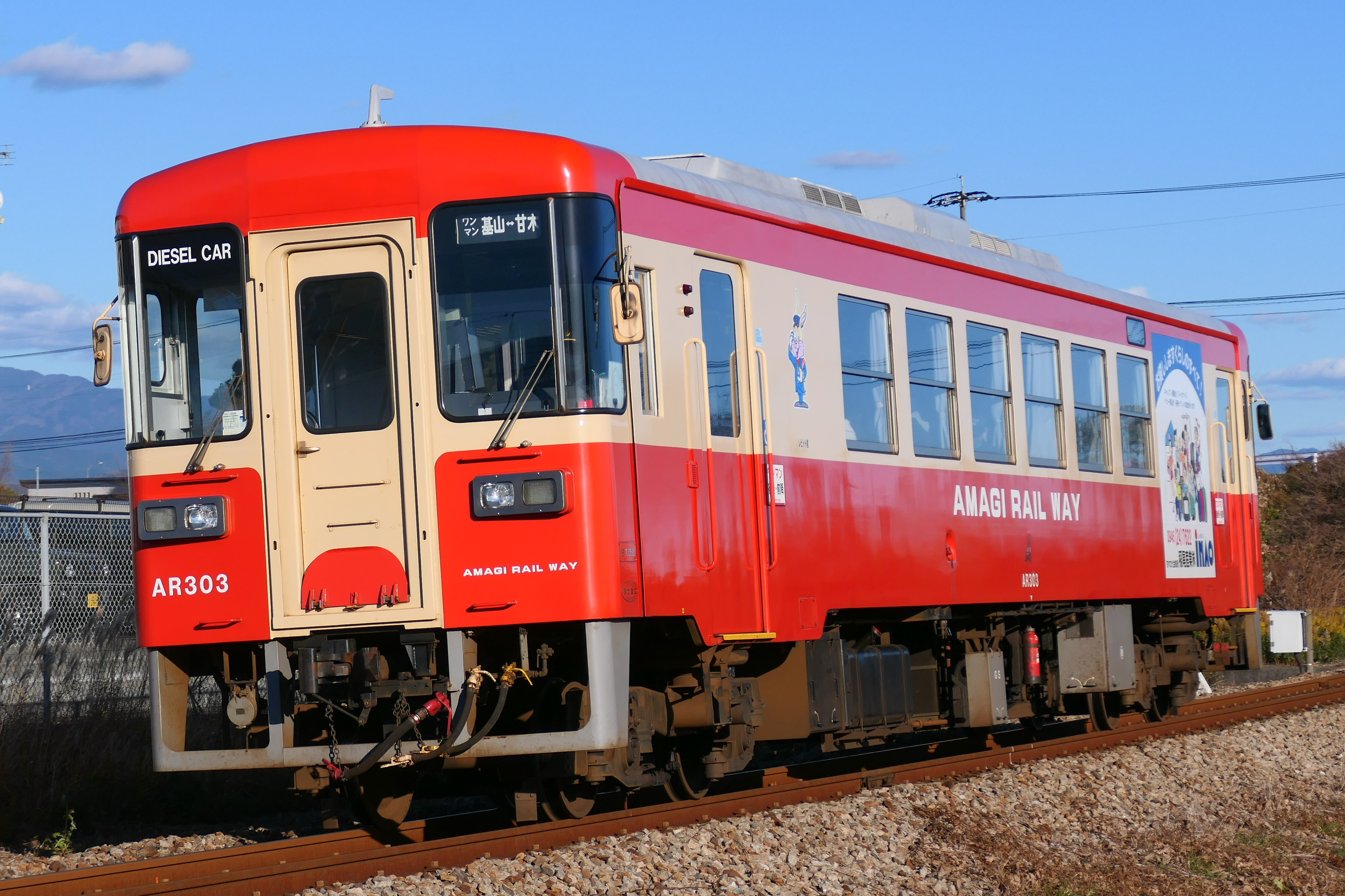
AR303 2011年7月に1960年代から1970年代までの日本国有鉄道の一般形気動車の塗装（クリーム4号と朱色4号のツートンカラー）を模した塗装に変更された
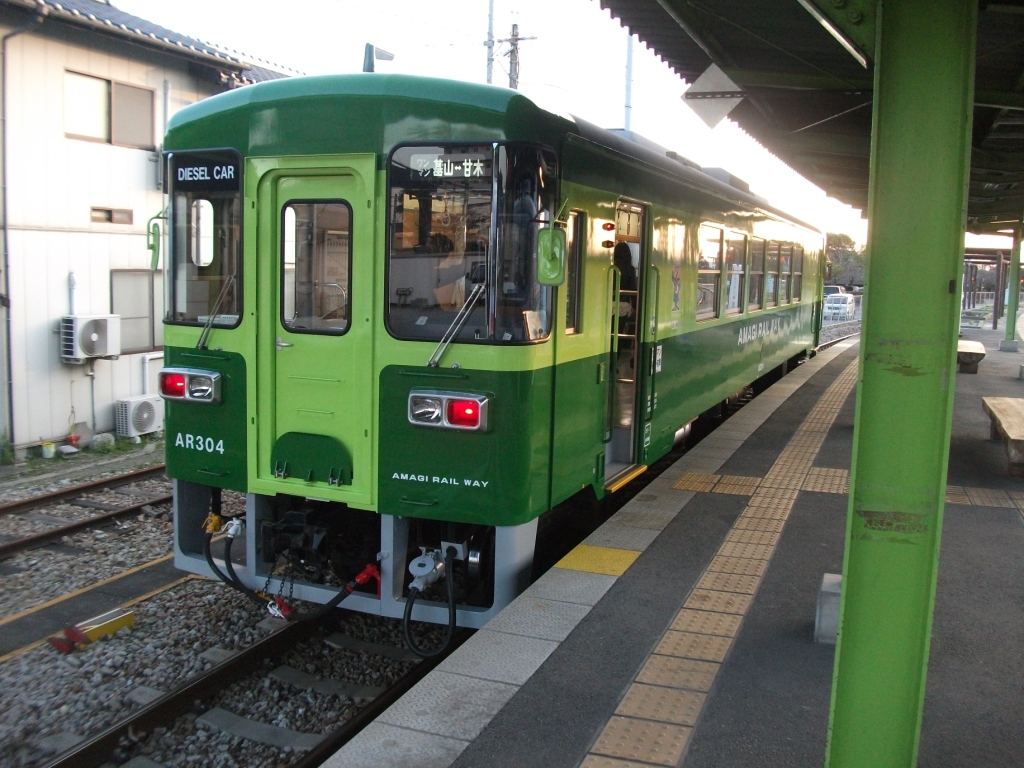
AR304 2013年1月に写真のような緑色濃淡の塗装に塗り替えられた
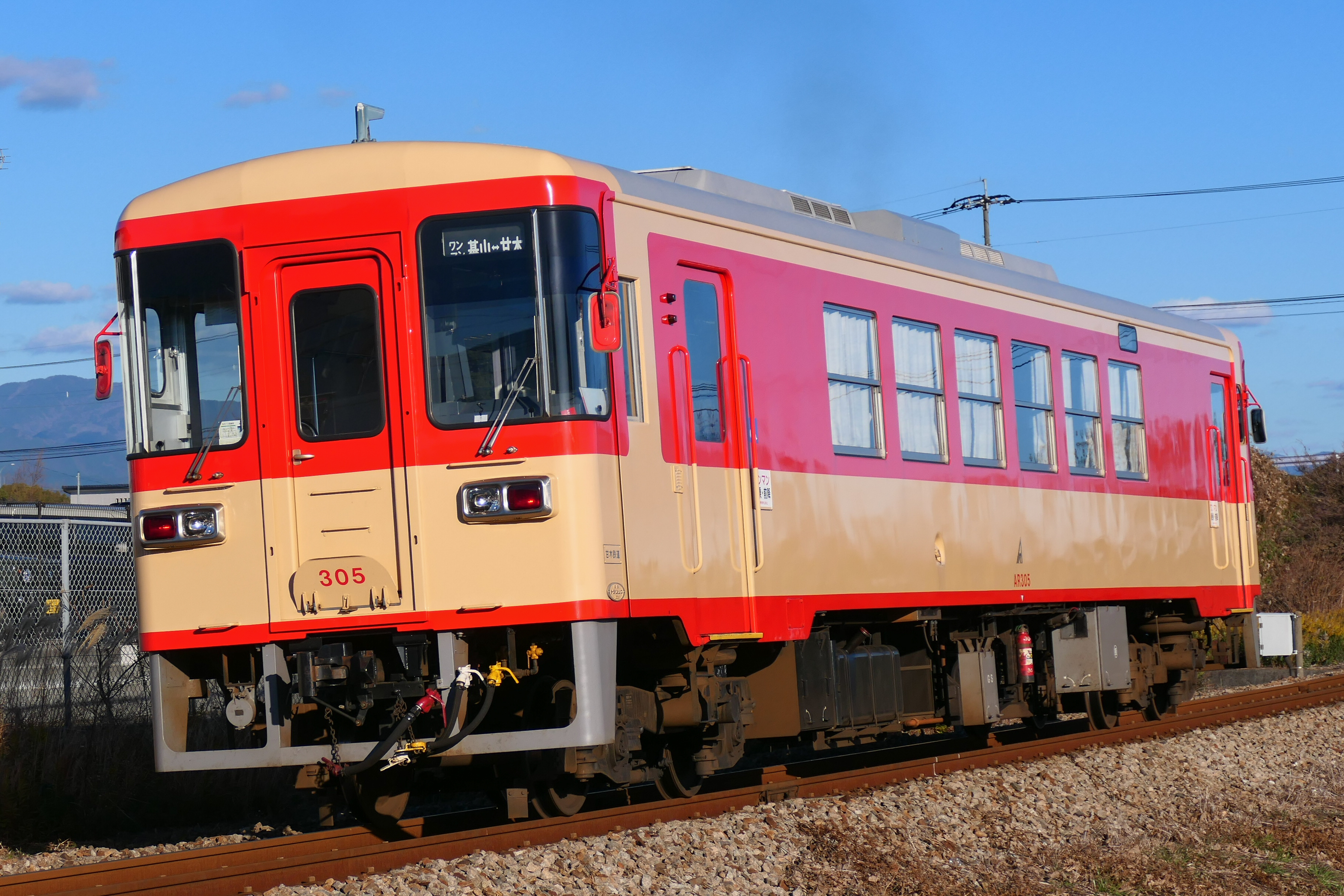
AR305 2013年12月に日本国有鉄道の急行形気動車の塗装（クリーム4号と赤11号）に変更された
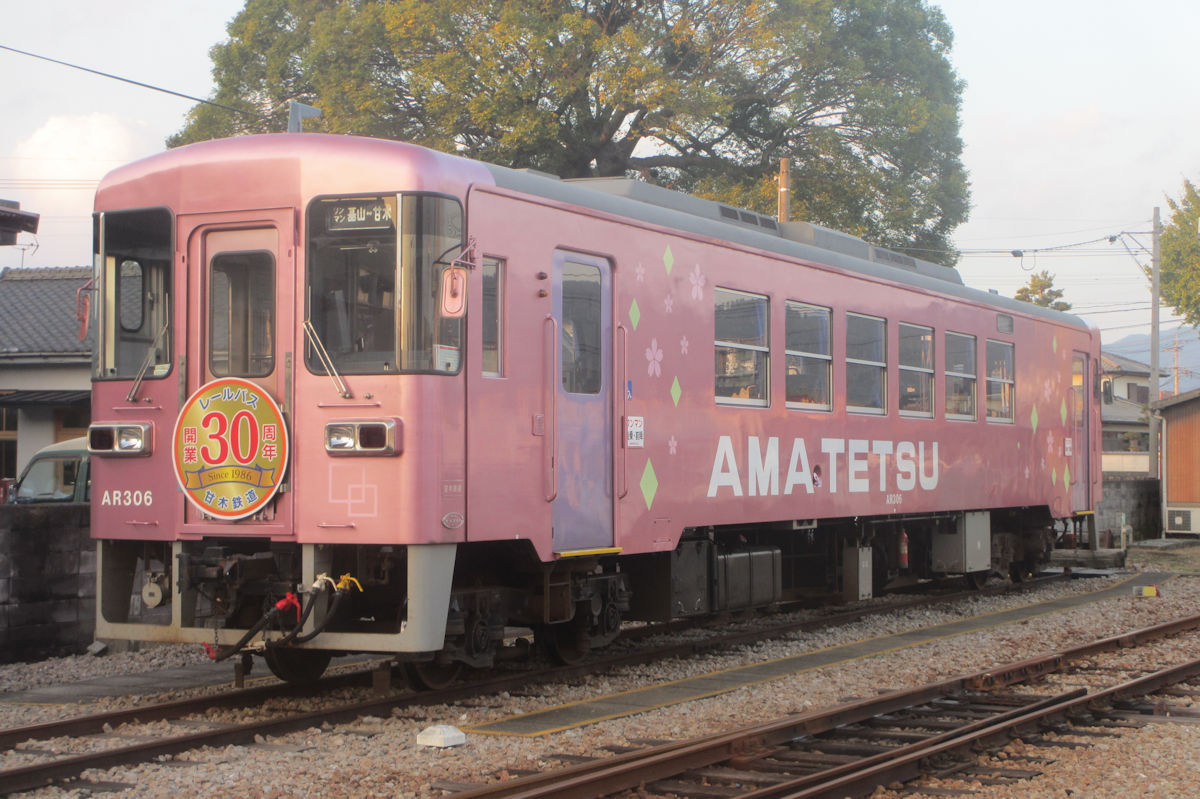
AR306 2015年10月に福岡県立朝倉高等学校の生徒のデザインによる桜をイメージしたピンクを基調とした塗装[9]に塗り替えられた
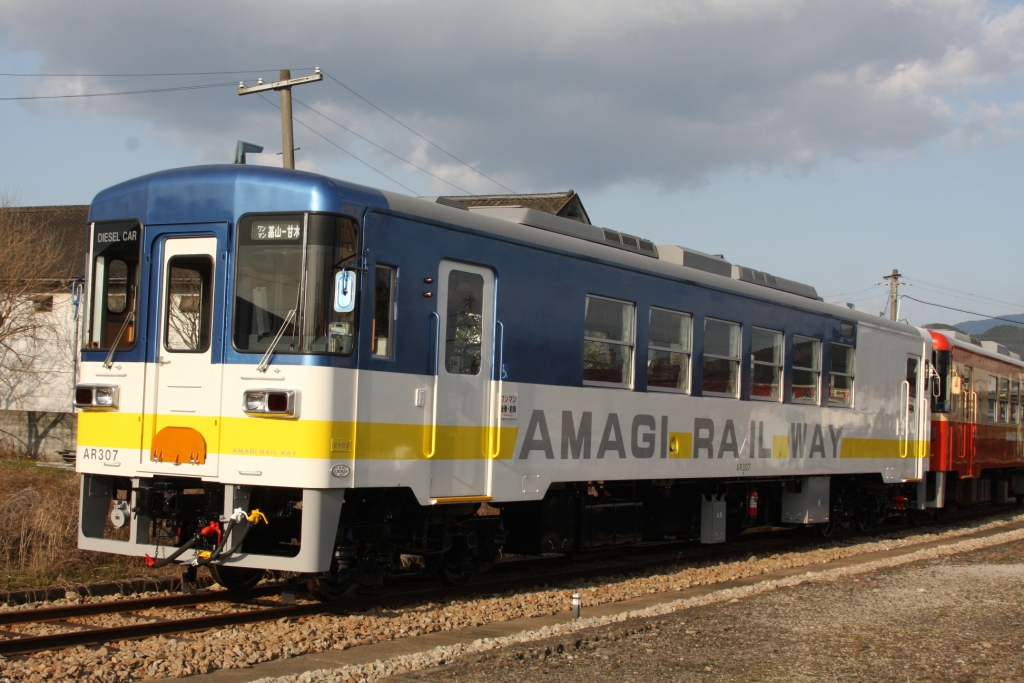
AR307 2015年1月に朝倉高校の生徒のデザインによる上半分青、下半分白地に黄帯に変更された

## 運用
2001年12月にAR301が運用開始したのち、2006年にAR306・307が運用開始しAR106・AR201が廃車となったことで、甘木鉄道の全車両が当形式および当形式と同一性能のAR400形となった。
単行または2両編成で運用される。
AR303は、2014年（平成26年）3月16日に西太刀洗駅前の踏切で踏切内に侵入してきた2tトラックと衝突して列車は前輪を脱線し破損したが、およそ半年後に修復作業が完了し、運用復帰した。
現在のところ廃車は出ていないが、甘木鉄道が2024年8月16日付で発表した運賃改定のプレスリリースにおいて、2025年度（令和7年度）以降、新型車両を導入し全車を順次置き換える計画があることが発表された。